# خلیج پاپوآ

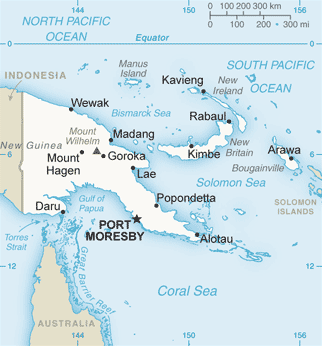
خلیج پاپوآ در گینه نو.

خلیج پاپوآ (انگلیسی: Gulf of Papua) در منطقه ساحلی جنوبی گینه نو واقع شده‌است. مساحت کل آن ۷۰۴۰۰ کیلومتر مربع (۲۷۲۰۰ مایل مربع) است.

## جغرافیا
برخی از بزرگترین رودخانه‌های گینه نو، مانند رودخانه فلای، رودخانه توراما، رودخانه کیکوری، رودخانه پوراری و رودخانه واووی به خلیج می‌ریزند و آن را به یک دلتای بزرگ تبدیل می‌کنند. در حالی که سواحل غربی با آبراه‌های جزر و مدی باتلاقی مشخص می‌شود، زمین به سمت شرق که به کیپ پوسیشن ختم می‌شود صاف و شنی است.
بخش مرکزی و شرقی خلیج پاپوآ به آرامی برای دیدار با ارتفاعات جنوبی کوهستانی بالا می‌رود و در انواع باتلاق‌های داخلی و جنگل‌های انبوه چوب جنگلی استوایی پوشیده شده‌است. قسمت داخلی غربی دارای منطقه وسیعی از سنگ آهک کارست است. فصل خشک از اکتبر شروع می‌شود و تا فوریه ادامه می‌یابد و پس از آن فصل مرطوب شروع می‌شود.
مرز جنوبی خلیج به عنوان خطی از گوشه جنوب غربی دلتای رودخانه فلای در غرب، تا کیپ ساکلینگ در ۳۵۵ کیلومتری شرق آن، که ۷۰ کیلومتری شمال غربی پورت مورسبی است، تعریف می‌شود. این منطقه دریایی به مساحت تقریباً ۳۵۰۰۰ کیلومتر مربع را در بر می‌گیرد. خلیج پاپوآ یک قفسه وسیع با حداکثر عرض حدود ۱۵۰ کیلومتر بین شکاف قفسه، در حدود ۱۴۰ متر عمق آب و دلتای مگس تشکیل می‌دهد. کمتر از ۲۰ کیلومتری شرق دلتای رودخانه پوراری باریک می‌شود. در جنوب غربی، خلیج به قفسه وسیع و کم عمق تنگه تورس، در نوک شمال شرقی استرالیا می‌پیوندد.